# Mikulići (Konavle)
Mikulići falu Horvátországban, Dubrovnik-Neretva megyében. Közigazgatásilag Konavle községhez tartozik.

## Fekvése
A Dubrovnik városától légvonalban 32, közúton 37 km-re délkeletre, községközpontjától légvonalban 19, közúton 22 km-re délkeletre, a konavlei mezőtől délkeletre és az Adria-parti főúttól délre, a montenegrói határ mellett, a tengerparttól mindössze 1 km-re fekszik. A falu déli fekvésű, határa általában karsztos, sziklás, erdőkkel és legelőkkel körülvéve. A növényzet általában alacsony mediterrán jellegű, ciprusokkal, olajfákkal és fügefákkal. Az éghajlat enyhe, kifejezetten mediterrán.

## Története
A település legmagasabb pontján Szent György templom közelében található halomsírok tanúsága szerint területe már ősidők óta lakott. Első ismert lakói az illírek voltak, akik magaslatokon épített erődített településeken éltek és kőből rakott halomsírokba temetkeztek. A rómaiak az i. e. 2. században győzték le az illíreket és Epidaurum központtal e területet is a birodalomhoz csatolták. A római hatalmat a népvándorlás vihara rengette meg. A Nyugatrómai Birodalom bukása után a keleti gótok özönlötték el a térséget, őket 537-től 1205-ig kisebb megszakításokkal a bizánciak követték. A 7. században avarok és a kíséretükben érkezett szlávok, a mai horvátok ősei árasztották el a területet. A várakat lerombolták és az ellenálló lakosságot leöldösték. Így semmisült meg a mindaddig fennálló Epidaurum. A túlélő lakosság előbb az északnyugatra fekvő Župára, majd Raguzába menekült. 
A település már a középkortól fogva lakott volt. Első írásos említése 1420-ban történt. Területe a 9. és 11. század között Travunja része volt, mely Dél-Dalmácián kívül magában foglalta a mai Hercegovina keleti részét és Montenegró kis részét is. Travunja sokáig a szerb, a zétai és bosnyák uralkodók függőségébe tartozó terület volt. A Raguzai Köztársaság Konavle keleti részével együtt 1419-ben vásárolta meg bosnyák urától Sandalj Hranićtól. 1549-ben a népesség összeírásakor 264 lelket számláltak a településen. 
Az 1806-ban a Konavléra rátörő orosz és montenegrói sereg a település házait is kifosztotta, közülük sokat fel is gyújtottak. A köztársaság bukása után 1808-ban Dalmáciával együtt ez a térség is a köztársaságot legyőző franciák uralma alá került, de Napóleon bukása után 1815-ben a berlini kongresszus Dalmáciával együtt a Habsburgoknak ítélte. 1880-ban 227, 1910-ben 230 lakosa volt. 1918-ban az új szerb-horvát-szlovén állam, majd később Jugoszlávia része lett. 1979-ben nagy földrengés rázta meg a települést számos épületet romba döntve. A délszláv háború idején 1991 októberében a jugoszláv hadsereg, valamint szerb és montenegrói szabadcsapatok foglalták el a települést, melyet kifosztottak és felégettek. A lakosság nagy része a jól védhető Dubrovnikba menekült és csak 1992 októberének végén térhetett vissza. A háború után rögtön megindult az újjáépítés. A településnek 2011-ben 88 lakosa volt. Lakói főként mezőgazdasággal foglalkoztak. 

## Népesség
| Lakosság változása | Lakosság változása | Lakosság változása | Lakosság változása | Lakosság változása | Lakosság változása | Lakosság változása | Lakosság változása | Lakosság változása | Lakosság változása | Lakosság változása | Lakosság változása | Lakosság változása | Lakosság változása | Lakosság változása | Lakosság változása |
| ------------------ | ------------------ | ------------------ | ------------------ | ------------------ | ------------------ | ------------------ | ------------------ | ------------------ | ------------------ | ------------------ | ------------------ | ------------------ | ------------------ | ------------------ | ------------------ |
| 1857               | 1869               | 1880               | 1890               | 1900               | 1910               | 1921               | 1931               | 1948               | 1953               | 1961               | 1971               | 1981               | 1991               | 2001               | 2011               |
| 0                  | 0                  | 227                | 265                | 267                | 230                | 200                | 219                | 181                | 175                | 161                | 159                | 147                | 116                | 105                | 88                 |

(1857-ben és 1869-ben lakosságát Pločicéhez számították.)

## Nevezetességei
- A Szent György templom középkori eredetű, 1892-ben és 1907-ben megújították. Körülötte középkori sírkövek találhatók. Közelében több mint kétezer éves illír halomsírok találhatók. Közülük a legnagyobb a fekvéséből adódóan domináns szerepet tölt be a falu látképében, róla nagyszerű kilátás nyílik a többi halomsírra, a falura és a tengerpartra.

- Határában található a Mjesečevićeva-barlang.

## Gazdaság
Lakossága a múltban hagyományosan mezőgazdaságból élt. A fő termények az olajbogyó, a szőlő és a füge volt. A kisállattenyésztés elsősorban házi szükségletre történt. A délszláv háború során a gazdasági eszközök legnagyobb része megsemmisült. Ma a lakosság megélhetése egyre inkább a turizmus, különösen az agroturizmus és a falusi turizmus irányába fordul.

## Fordítás
Ez a szócikk részben vagy egészben  a   Mikulići (Konavle) című horvát Wikipédia-szócikk ezen változatának fordításán alapul.  Az eredeti cikk szerkesztőit annak laptörténete sorolja fel. Ez a jelzés csupán a megfogalmazás eredetét és a szerzői jogokat jelzi, nem szolgál a cikkben szereplő információk forrásmegjelöléseként.